# 騎兵第2旅団 (日本軍)
騎兵第2旅団 （きへいだいにりょだん）は、現在の千葉県習志野市泉町にかつてあった騎兵部隊である。「騎兵の町・軍郷習志野」を象徴する存在の1つである。

## 概要
騎兵第2旅団司令部と騎兵第15連隊・16連隊で構成されている。平時は第1師団に属し、騎兵第1連隊を隷下に加えられていた。その後、1932年12月より、騎兵16連隊の敷地は陸軍習志野学校の敷地として編入された。「騎兵の町・軍郷習志野」を象徴する存在の一つ。

## 沿革
- 1899年（明治32年） 習志野の高津廠舎を仮兵舎として発足。
- 1901年（明治34年） 
  - 11月20日 旅団司令部が千葉郡津田沼村大字大久保新田の騎兵第16連隊内に開庁し事務を開始[1]。
  - 12月19日 隷下の騎兵第15連隊・騎兵第16連隊に軍旗が授与[2]。
- 1902年（明治35年） 大久保にて編成完了。
  - 4月4日 旅団司令部が津田沼村大字大久保新田の新築舎に移転[3]。
- 1920年（大正8年） 機関銃中隊が設置される。
- 1923年（大正11年） 軍備整理で両連隊は1個中隊を削減され各4個中隊となる。旅団は満州事変にも支那事変（日中戦争）にも出動しなかったので、戦時編制による機関銃隊・騎砲兵隊の編入はない。
- 1935年（昭和10年） 旅団内に騎砲兵大隊が設置され、昭和11年にはそれが騎砲兵連隊となる。
- 1936年（昭和11年） 両連隊に各機関銃中隊が設置される。
- 1941年（昭和16年） 騎兵が全面的に機甲兵となるに及び他の旅団に先だって解隊。

## 所在地
- 千葉県千葉郡津田沼町大字大久保新田（現・習志野市泉町）

※ 京成電気軌道（現・京成電鉄）本線京成大久保駅下車徒歩10分
※ JR総武本線津田沼駅から京成バス津01・02系統で「東邦大学付属東邦中学・高校前」下車

### 跡地
大東亜戦争終結後、陸軍習志野学校跡地は千葉医科大学（現・千葉大学医学部）が取得して腐敗研究所（現・千葉大学真菌医学研究センター）となった。腐敗研究所は1977年（昭和52年）に千葉市（現・中央区）の亥鼻キャンパスへ移転、現在は空地または住宅になっている。

騎兵15連隊跡地は帝國女子医学・薬学専門学校（現・学校法人東邦大学）が取得、東邦大学付属東邦高等学校を開校した他、一般の住宅地になった部分もある。近隣で騎兵第1旅団司令部の跡地である市立八幡公園には、1976年（昭和51年）に建立された『習志野騎兵旅団発祥の地』の碑がある。

## 歴代騎兵第2旅団長（少将）
- 第 1代 閑院宮載仁親王：1901年4月2日 - 1904年9月21日（日露戦争時）
- 第 2代 田村久井：1904年9月21日（日露戦争時） - 1909年9月15日
- 第 3代 杉浦藤三郎：1909年9月15日 - 1912年4月26日[4]
- 第 4代 吉田平太郎：1912年4月26日 - 1913年8月22日[5]
- 第 5代 内田広徳：1913年8月22日 - 1915年8月10日
- 第 6代 永山元彦：1915年8月10日 - 1918年7月24日[6]
- 第 7代 岡本功：1918年7月24日 - 1922年8月15日[7]
- 第 8代 三好一：1922年8月15日 - 1923年10月10日[8]
- 第 9代 福田義彌：1923年10月10日 - 1925年5月1日[9]
- 第10代 佐藤栄樹：1925年5月25日 - 1927年12月16日[10]
- 第11代 原田宗一郎：1927年12月16日 - 1930年8月1日[11]
- 第12代 飯島昌蔵：1930年8月1日 - 1931年8月1日[12]
- 第13代 高波祐治：1931年8月1日 - 1932年8月8日[13]
- 第14代 原常成：1932年8月8日 - 1933年3月18日[14]
- 第15代 蓮沼蕃：1933年3月18日 - 1934年8月1日[15]
- 第16代 笠井平十郎：1934年8月1日 - 1935年8月1日[16]
- 第17代 山岡潔：1935年8月1日 - 1936年3月7日[17]
- 第18代 内藤正一：1936年3月7日 - 1937年3月1日[18]
- 第19代 若松晴司：1937年3月1日 - 1938年7月15日[19]
- 第20代 高橋重三：1938年7月15日 - 1940年3月9日[20]
- 第21代 栗林忠道：1940年3月9日 - 1940年12月2日[21]
- 第22代 賀陽宮恒憲王：1940年3月9日 - 1941年7月1日[22]
- 第23代 藤田茂 大佐：1941年7月1日 - 1941年12月5日[23]

## 歴代連隊長

### 第15連隊
- 永山元彦 騎兵大佐：1909年9月15日 - 1910年12月23日
- 平城盛次 騎兵中佐：1910年12月23日 - 1912年12月26日
- 中島操 騎兵大佐：1912年12月26日 - 1914年8月22日
- 中山民三郎 騎兵大佐：1914年9月2日 - 1916年5月2日
- 吉橋徳三郎 騎兵大佐：1916年5月2日 - 1916年8月18日
- 大関釥 騎兵中佐：1916年8月18日 - 1918年7月24日[24]
- 服部真彦 騎兵中佐：1918年7月24日[24] - 1920年8月10日[25]
- 丸尾順吉郎 騎兵中佐：1920年8月10日[25] -
- 和田由恭 騎兵大佐：1932年8月8日[26] -
- 秋山久三 騎兵大佐：1939年8月1日 - 1940年3月9日[27]
- 藤田茂 騎兵大佐：1940年3月9日 - 1941年7月1日[23]

### 第16連隊
- 森岡守成 騎兵大佐：1911年11月22日 - 1912年6月8日
- 平佐眷弼 騎兵中佐：1912年6月8日 - 1913年8月22日
- 田中国重 騎兵大佐：1913年8月22日 - 1914年8月22日
- 奥野幸吉 騎兵中佐：1914年8月22日 -
- 河野恒吉 騎兵大佐：1919年7月25日 -
- 鈴木文次郎 騎兵大佐：1921年7月20日[28] -
- 武藤一彦 騎兵中佐：1922年8月15日[29] - 1924年12月15日[30]
- 茂木謙之助 騎兵中佐：1924年12月15日[30] -
- 吉田悳 騎兵大佐：1932年2月29日 - 1934年3月5日[31]
- 若松晴司 騎兵大佐：1934年3月5日[31] - 1935年8月1日[32]
- 山本寛 騎兵大佐：1935年8月1日[32] -